# David Beasley
David Muldrow Beasley, född 26 februari 1957 i Darlington i South Carolina, är en amerikansk republikansk politiker. Han var South Carolinas guvernör 1995–1999.
Beasley studerade mikrobiologi vid Clemson University och avlade juristexamen vid University of South Carolina. Därefter arbetade han som advokat och bankir.
Beasley efterträdde 1995 Carroll Campbell som South Carolinas guvernör och efterträddes 1999 av Jim Hodges. Beasley besegrades av demokraten Hodges i guvernörsvalet 1998.